# Franz Scheubel
Franz Nikolaus Scheubel (* 7. März 1899 in Heilbad Heiligenstadt; † 6. August 1976 in Darmstadt) war ein deutscher Diplomingenieur und Hochschullehrer für Luftfahrtforschung und Maschinenbau.

## Leben
Franz Nikolaus Scheubel studierte von 1919 bis 1923 an der TH Berlin und der TH Aachen. Im Juli 1923 schloss er sein Studium mit dem Diplomingenieur ab. Anschließend war er ab dem 1. September 1923 vier Jahre Assistent am Aerodynamischen Institut der TH Aachen. Vom 1. November 1927 bis zum 31. Dezember 1929 war er in der Flugtechnischen Abteilung des Heereswaffenamtes in Berlin tätig. Im Mai 1928 wurde er an der TH Aachen promoviert. Der Titel der 1927 eingereichten Dissertation lautete: Über die Brennstoffzerstäubung in Leichtmotorenvergasern. Seine Habilitation schloss er im März 1930 ebenfalls an der TH Aachen ab. Danach war er Privatdozent für Mechanik und Flugwesen. 1930 und 1931 war er Leiter des Aerodynamischen Instituts an der TH Aachen. Von 1931 bis 1933 war er Assistent. Am 1. Januar 1933 wurde er als Nachfolger von Carl Eberhardt (1877–1932) außerordentlicher Professor für Luftschifffahrt und Flugtechnik an der TH Darmstadt und gleichzeitig Leiter des Aerodynamischen Instituts in Darmstadt. Scheubel fügte dem Curriculum die neuen Vorlesungen Flugleistungen und Flugeigenschaften sowie ein Flugtechnisches Praktikum hinzu.
Nach Entwürfen von Scheubel und mit massiver Unterstützung von Gauleiter Jakob Sprenger entstand ab Mai 1934 ein neuer Windkanal auf dem Gelände der Deutschen Forschungsanstalt für Segelflug (DFS) in unmittelbarer Nähe des Flugplatzes in Griesheim. Die Einweihung erfolgte am 1. Juli 1936. Ursprünglich für die Errichtung im damaligen Hochschulbereich in der Innenstadt geplant, war eine Konstruktion mit vertikaler Luftrückführung gewählt worden, um Grundstücksfläche zu sparen.
Scheubel trat am 1. Mai 1937 der NSDAP bei. Er war zudem förderndes Mitglied des 1937 geschaffenen Nationalsozialistisches Fliegerkorps (NSFK). Zudem war er auch Mitglied des Nationalsozialistischen Deutschen Dozentenbundes (NSDDB) und gehörte neben Karl Lieser und Friedrich List zu den wichtigen Stützen des NS-Regimes an der TH Darmstadt und Vertrauter von Gauleiter Jakob Sprenger.
Die Professur von Scheubel wurde am 9. Februar 1937 von der hessischen Landesregierung in eine ordentliche Professur umgewandelt. Dies stand in Zusammenhang mit den Bemühungen der TH und des Gauleiters, Darmstadt zu einem Schwerpunktzentrum der Luftfahrtforschung auszubauen.
Im Zweiten Weltkrieg und der vorübergehenden Schließung der TH Darmstadt wurde Scheubel und das Personal des Aerodynamischen Instituts beurlaubt und für die „Durchführung staatspolitischer wichtiger Aufgaben“ freigestellt. Scheubel wurde nur insoweit für den Lehrbetrieb an der wieder eröffneten TH Darmstadt zur Verfügung gestellt, als es die Durchführung der kriegswichtigen Arbeit zuließ.
Von 1941 bis 1945 war Scheubel Dekan der Abteilung Luftfahrt in der seit 1940 neu gestalteten Fakultät für Maschinenwesen.
Nach dem Zweiten Weltkrieg waren Forschungen auf dem Gebiet der Luftfahrt und Flugtechnik in Deutschland verboten, sodass auch die entsprechenden Lehrstühle an der TH Darmstadt nicht mehr eingerichtet wurden. Scheubel wechselte im November 1945 in die USA und arbeitete als ziviler Wissenschaftler beim War Department der Air Force. Aufgrund einer Erkrankung kehrte er bereits im Juni 1946 an die TH Darmstadt zurück. Er übernahm auf Initiative der Hochschulleitung mit Wirkung vom 14. Dezember 1946 die Dienstgeschäfte der ordentlichen Professur Strömungslehre und Hydraulische Maschinen in der neu entstandenen Fakultät für Maschinenbau. Diese Professur war nach dem Tod von Wilhelm Wagenbach im März 1945 unbesetzt. Damit war die Entlassung Scheubels vom November 1946 obsolet geworden. Bereits 1947 war Scheubel für zwei Jahre Dekan der Fakultät für Maschinenbau.
In den 1950er Jahren unterstützte Scheubel die 1951 neugegründete Akaflieg Darmstadt u. a. dadurch, dass er Teile seiner Räumlichkeiten von 1952 bis 1954 als Werkstatt zur Verfügung stellte. Bis zu seiner Emeritierung im Februar 1967 unterstützte er die Akaflieg in verschiedener Hinsicht.
Franz Nikolaus Scheubel war seit September 1938 mit Jutta Anna Luise Hoefer aus Barmen verheiratet. Er starb am 6. August 1976 in Darmstadt.

## Ehrungen
- Kriegsverdienstkreuz II. Klasse ohne Schwerter

## Werke
- Über die Brennstoffzerstäubung in Leichtmotorenvergasern, Oldenburg 1928.
- Gedanken über Technik und Taktik in der Luftkriegsführung, Schriften der Deutschen Akademie der Luftfahrtforschung, Heft 24, München und Berlin 1940.
- Parachute Opening Shock, in: The Surgeon General, US Air Force (eds.): German Aviation Medicine: World War II, vol 1, Washington DC: US Government Printing Office, 1950, pp. 599–611.